# Stopnica (gemeente)
De gemeente Stopnica is een landgemeente in het Poolse woiwodschap Święty Krzyż, in powiat Buski.
De zetel van de gemeente is in Stopnica.
Op 30 juni 2004 telde de gemeente 7918 inwoners.

## Oppervlakte gegevens
In 2002 bedroeg de totale oppervlakte van gemeente Stopnica 125,43 km², waarvan:
- agrarisch gebied: 83%
- bossen: 9%

De gemeente beslaat 12,97% van de totale oppervlakte van de powiat.

## Demografie
Stand op 30 juni 2004:
| Omschrijving                   | Totaal | Totaal | Vrouwen | Vrouwen | Mannen | Mannen |
| ------------------------------ | ------ | ------ | ------- | ------- | ------ | ------ |
| eenheid                        | aantal | %      | aantal  | %       | aantal | %      |
| inwoners                       | 7918   | 100    | 4007    | 50,6    | 3911   | 49,4   |
| bevolkingsdichtheid (inw./km²) | 63,1   | 63,1   | 31,9    | 31,9    | 31,2   | 31,2   |

In 2002 bedroeg het gemiddelde inkomen per inwoner 1177,4 zł.

## Aangrenzende gemeenten
Busko-Zdrój, Gnojno, Oleśnica, Pacanów, Solec-Zdrój, Tuczępy